# Корона Каяни
Короната Каяни (на персийски: تاج کیانی, Тадж-е Каяни), наричана също Кияни и Киани, е регалия на Каджарските владетели на Персия, създадена по нареждане на втория шах на династията, Фатх Али (1797 – 1834).
Направена е от червено кадифе, с височина 32 cm и диаметър в основата 19.5 cm. Покрита е с около 1800 перли, всяка от които е с размер между 7 и 9 mm. Украсена е с 300 смарагди, 1800 рубини и шпинели. Най-големият смарагд е около 80 карата, най-едрият шпинел е 120 карата. Диамантите са фино фасетирани, най-големият тежи 23 карата. Короната е част от Националните съкровища на Иран и се съхранява в подземния трезор на Централната банка на Иран.

## Описание
Височината на короната без егрета (високо украшение за коса, шапки, тюрбани) е 32 cm, диаметърът в нейната основа е 19.5 cm. Короната леко се разширява нагоре, в съответствие с традиционната форма. Външната рамка на короната е с назъбен горен край с 8 триъгълни връхчета. Върхът на короната е от червено кадифе и е с форма на полукълбо. На повърхността на рамката има широка полоса с голям брой наредени перли. Общият брой на перлите е около 1800. Освен с перли короната е инкрустирана с около 1800 червени рубини и шпинели. Диамантите са наредени около червените камъни.
Първоначалният вариант на короната е с една егрета. По време на царуването на внука на Фатх Али Шах, Насреддин Шах (1848 – 1896), тя се премахва и на нейно място се поставят две егрети. Оригиналната егрета е запазена и е част от Националните съкровища на Иран. Двете по-нови егрети също не са здраво фиксирани върху короната и могат да се свалят от нея. Едната егрета се закрепва отпред на короната. Нейната брошка е оформена като пеперуда, в центъра ѝ се намира най-големият 80 каратов смарагд. От брошката нагоре излиза обсипано с диаманти „перо“, на крилцата на пеперудата са закачени две висулки от смарагд, от долната част на брошката виси пискюлче с низове от диаманти. Втората егрета се закрепва отгоре на короната. Тя се състои от голям брой покрити със смарагди стръкове, наредени като разгънато ветрило. В центъра ѝ се намира един едър смарагд.

## История
Баба Хан, който управлява Персия под име Фатх Али Шах, още преди да поеме управление на страната е привърженик на пищни царски церемонии – коронации, поемане на престола, придворните процесии. Той черпи идеи от барелефите на древната столица Персеполис, от описанието на коронациите на митологичните царе от Шахнаме на Фирдоуси, използва също и нововъведенията на своя чичо, първия шах от династията Каджар. За демонстриране на величието на монархията той използва попадналите в ръцете на Каджарите съкровища, придобити от Надер Шах по време на военен поход в Индия. Фатх Али нарежда изработването на няколко трона, богато инкрустирани със скъпоценни камъни, и на висока корона, наречена Каяни. Тази корона се носи от всички каджарски владетели до свалянето на династията от власт. Реза Шах Пахлави, основателят на следващата царска династия на Иран, използва за своята коронация специално изработена корона, но короната Каяни също присъства на церемония като символ на приемственост и легитимност на новата династия. Короната Каяни днес е част от Националните съкровища на Иран и се съхранява в трезора на Централната банка на Иран.